# Renato Steffen
Renato Steffen (* 3. listopadu 1991 Aarau) je švýcarský profesionální fotbalista, který hraje na pozici křídelníka za německý klub VfL Wolfsburg a za švýcarský národní tým.

## Klubová kariéra

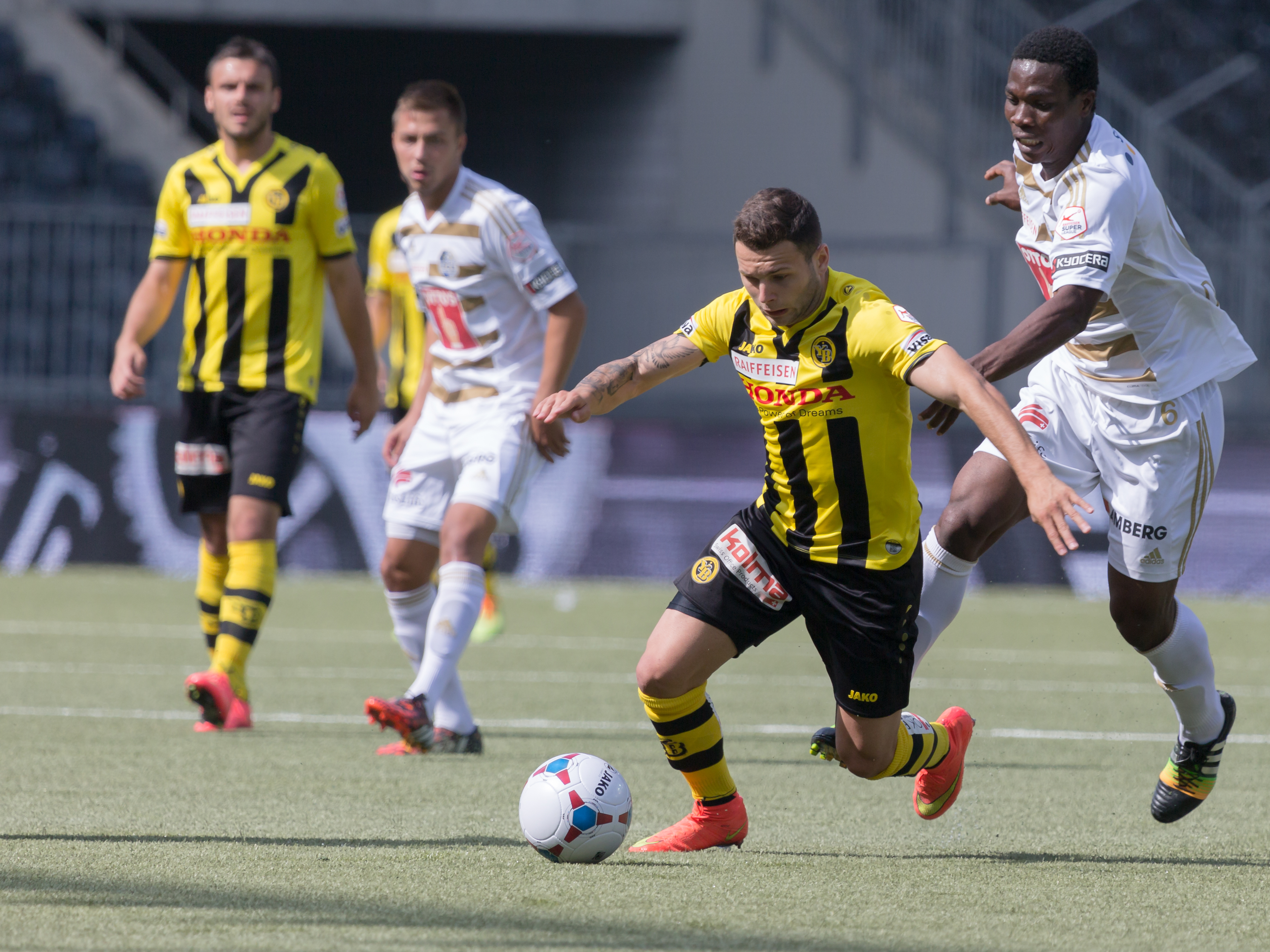
Renato Steffen (u míče) v dresu BSC Young Boys (2014)

Steffen hrál ve Švýcarsku za FC Aarau, SC Schöftland, FC Solothurn, FC Thun a BSC Young Boys.
Do Thunu přišel v červenci 2012, do Young Boys o rok později v červenci 2013.
S Young Boys si zahrál v Evropské lize 2014/15, kde se s týmem probojoval do základní skupiny I, kde číhali soupeři AC Sparta Praha (Česko), SSC Neapol (Itálie) a ŠK Slovan Bratislava (Slovensko). 18. září 2014 v prvním utkání základní skupiny EL proti slovenskému týmu ŠK Slovan Bratislava vstřelil při výhře 5:0 druhý gól střetnutí.

## Reprezentační kariéra
Renato Steffen reprezentoval Švýcarsko v mládežnické kategorii U21.